# Барренечеа, Андер (футболист)
А́ндер Барренече́а Мугуру́са (исп. Ander Barrenetxea Muguruza; род. 27 декабря 2001, Сан-Себастьян, Страна Басков) — испанский футболист, вингер клуба «Реал Сосьедад».

## Карьера
Андер Барренечеа — воспитанник команды «Антигуоко» из города Сан-Себастьян. В 2013 году попал в систему подготовки «Реал Сосьедад».
21 декабря 2018 года в матче против «Алавеса» футболист впервые сыграл за основную команду в чемпионате Испании, став 26-м в списке самых молодых дебютантов в истории Ла Лиги и первым участником турнира, рождённым в XXI веке. В домашнем матче предпоследнего тура чемпионата Барренечеа забил свой первый гол в Ла Лиге и помог своей команде победить мадридский «Реал» со счётом 3:1.

## Достижения
«Реал Сосьедад»
- Обладатель Кубка Испании: 2019/20

Сборная Испании (до 19)
- Чемпион Европы: 2019